# Dimitrie Popescu
Dimitrie Popescu (Straja, 10 settembre 1961 – Bușteni, 11 novembre 2023) è stato un canottiere rumeno.

## Palmarès

### Olimpiadi
- 4 medaglie:
  - 1 oro (Barcellona 1992 nel quattro con)
  - 2 argenti (Los Angeles 1984 nel due con; Seul 1988 nel quattro con)
  - 1 bronzo (Barcellona 1992 nel due con)

### Mondiali
- 4 medaglie:
  - 1 oro (Bled 1989 nel quattro con)
  - 2 argenti (Hazewinkel 1985 nel due con; Strathclyde 1996 nel due con)
  - 1 bronzo (Copenaghen 1987 nel due con)